# سمكة باندر
سمكة باندر (الاسم العلمي:†Panderichthys) هي جنس منقرض من لحميات الزعانف يتبع فصيلة أسماك باندر من رتبة المسقفيات المأمولة, والتي عاشت خلال العصر الديفوني المتأخر، حوالي قبل 380 مليون سنة. سميت على اسم عالم الحفريات الألماني البلطيقي كريستيان هاينريش باندر. هناك آثار لرباعيات الأطراف محتملة التي يعود تاريخها إلى ما قبل ظهور سمكة باندر في السجل الأحفوري لعام 2010 مما يشير إلى أن سمكة باندر ليست سلفًا مباشرًا لرباعيات الأطراف، ولكنها مع ذلك تظهر السمات التي تطورت أثناء تطور الأسماك رباعية الأطراف.